# CF Montréal - Toronto FC en soccer
En soccer (football), il existe une rivalité particulière entre l'Impact de Montréal et le Toronto FC. Le match Montréal-Toronto ou Toronto-Montréal, selon l'équipe qui reçoit, est un derby. Cette rencontre est ainsi parfois appelée « derby canadien » ou « derby 401 », du nom de l'autoroute 401 qui relie les deux villes.

## Origine de la rivalité
L'histoire du Canada est marquée depuis ses origines par l'opposition entre la population d'héritage culturel français et celle d'héritage culturel britannique avec des épisodes de crise constitutifs du pays comme l'incendie de l'hôtel du Parlement à Montréal ou la nuit des longs couteaux d'Ottawa. Ainsi, il existe une rivalité historique entre les villes de Montréal, la principale ville francophone du Canada et Toronto, la principale ville anglophone. Cette rivalité s'illustre dans le sport également. Notamment au hockey sur glace, le sport national canadien, dès les années 1910.
Pour le soccer canadien, 1971 est une année fondatrice avec la création simultanée de l'Olympique de Montréal et des Toronto Metros pour intégrer la NASL, la première grande ligue nord-américaine historique de soccer.
Le Toronto FC est créé en 2006 pour intégrer la MLS en 2007 tandis que le Lynx de Toronto renonce à son statut de club professionnel.
La création du championnat canadien en 2008 et la victoire surprise de l'Impact de Montréal, alors équipe D2, est constitutive de la rivalité sous sa forme actuelle. Dans la foulée, l'Impact devient le premier club canadien à participer à la Ligue des champions de la CONCACAF en 2008-2009.
En 2012, l'Impact de Montréal rejoint la MLS et le Toronto FC. Il obtient sa première victoire en MLS et sa première victoire contre le TFC le 7 avril 2012.

## Équipes successives à Montréal et à Toronto
| Montréal    | Montréal              | Montréal | Toronto      | Toronto                          | Toronto |
|             |                       |          | 1968         | Toronto Falcons                  | NASL    |
| 1971 à 1973 | Olympique de Montréal | NASL     | 1971 à 1974  | Toronto Metros                   | NASL    |
|             |                       |          | 1975 à 1978  | Toronto Metros-Croatia           | NASL    |
| 1981 à 1983 | Manic de Montréal     | NASL     | 1979 à 1984  | Toronto Blizzard                 | NASL    |
| 1988 à 1992 | Supra Montréal        | CPSL     | 1986 à 1992  | Toronto Blizzard                 | CPSL    |
| 1993 à 1996 | Impact de Montréal    | APSL     | 1993 et 1994 | Toronto Blizzard/Toronto Rockets | APSL    |
| 1997 à 2011 | Impact de Montréal    | USL-1    | 1997 à 2006  | Toronto Lynx                     | USL-1   |
| depuis 2012 | Impact de Montréal    | MLS      | depuis 2007  | Toronto FC                       | MLS     |

### Confrontations Impact-Blizzard
| Date               | N°  | Rencontre       | Score | Compétition | Buteurs                                                                                  | Lieu                              | Affluence |
| ------------------ | --- | --------------- | ----- | ----------- | ---------------------------------------------------------------------------------------- | --------------------------------- | --------- |
| 6 juin 1993        | 1er | Blizzard - IMFC | 1 - 0 | APSL        | Aguiar 86e                                                                               | Varsity Stadium                   | 1 477     |
| 4 juillet 1993     | 2e  | Blizzard - IMFC | 3 - 4 | APSL        | Berdusco 20e, Needham 79e, Aguiar 88e / Gasparini 28e, Barker 64e, Walker 75e, Devos 90e | Varsity Stadium                   | 684       |
| 14 juillet 1993    | 3e  | IMFC - Blizzard | 2 - 1 | APSL        | Ferri 78e (pén.), Rizi 90e / Aguiar 43e                                                  | Complexe sportif Claude-Robillard | 5 804     |
| 1er septembre 1993 | 4e  | IMFC - Blizzard | 1 - 0 | APSL        | Calixte 90e                                                                              | Complexe sportif Claude-Robillard | 3 024     |

### Confrontations Impact-Rockets
| Date             | N°  | Rencontre      | Score | Compétition | Buteurs                               | Lieu                              | Affluence |
| ---------------- | --- | -------------- | ----- | ----------- | ------------------------------------- | --------------------------------- | --------- |
| 1er juillet 1994 | 1er | IMFC - Rockets | 1 - 0 | APSL        | Barker 58e                            | Complexe sportif Claude-Robillard | 2 865     |
| 15 juillet 1994  | 2e  | Rockets - IMFC | 1 - 0 | APSL        | Sullivan 77e                          | ?                                 | 1 705     |
| 27 juillet 1994  | 3e  | Rockets - IMFC | 1 - 0 | APSL        | Nocita 51e                            | ?                                 | 1 277     |
| 29 juillet 1994  | 4e  | IMFC - Rockets | 1 - 0 | APSL        | Harbor 1re                            | Complexe sportif Claude-Robillard | 4 425     |
| 31 juillet 1994  | 5e  | Rockets - IMFC | 0 - 3 | APSL        | Barker 16e, Harbor 37e, De Santis 61e | ?                                 | 1 240     |

### Confrontations Impact-Lynx
| Date             | N°  | Rencontre   | Score      | Compétition                         | Buteurs                                                                           | Lieu                              | Affluence |
| ---------------- | --- | ----------- | ---------- | ----------------------------------- | --------------------------------------------------------------------------------- | --------------------------------- | --------- |
| 18 juin 1997     | 1er | IMFC - TLSC | 0 - 1      | A-League                            | Lei 90+2e                                                                         | Complexe sportif Claude-Robillard | 2 933     |
| 1er juillet 1997 | 2e  | IMFC - TLSC | 1 - 0      | A-League                            | Biello 8e                                                                         | à Ottawa                          | 3 865     |
| 27 juillet 1997  | 3e  | TLSC - IMFC | 2 - 1      | A-League                            | Stalteri 9e 53e / Barker 80e                                                      | Centennial Park Stadium           | 1 874     |
| 6 août 1997      | 4e  | TLSC - IMFC | 1 - 0      | A-League                            | Needham 105e                                                                      | Centennial Park Stadium           | 1 651     |
| 5 septembre 1997 | 5e  | TLSC - IMFC | 1 - 2      | Demi-finale de conférence, A-League | St. Louis 13e / Lowe 8e, Biello 62e                                               | Centennial Park Stadium           | 2 152     |
| 7 septembre 1997 | 6e  | IMFC - TLSC | 4 - 0      | Demi-finale de conférence, A-League | Tilley 17e (pen.) 25e 26e, Sedgewick 45e                                          | Complexe sportif Claude-Robillard | 4 138     |
| 1er juillet 1998 | 7e  | IMFC - TLSC | 6 - 0      | A-League                            | Nick De Santis 53e, Sibiya 64e, Biello 70e, Wilson 73e, Corneli 83e, Oliviero 86e | à Ottawa                          | 2 876     |
| 22 juillet 1998  | 8e  | IMFC - TLSC | 1 - 0      | A-League                            | Nick De Santis 106e (pen.)                                                        | Complexe sportif Claude-Robillard | 5 028     |
| 23 août 1998     | 9e  | TLSC - IMFC | 2 - 1      | A-League                            | Mella 64e, DiPlacido 86e(F) / Wilson 44e                                          | Varsity Stadium                   | 3 013     |
| 21 mai 2000      | 10e | TLSC - IMFC | 1 - 0      | USL A-League                        | Dos Santos 26e                                                                    | Varsity Stadium                   | 2 420     |
| 11 juin 2000     | 11e | TLSC - IMFC | 4 - 0      | USL A-League                        | Dos Santos 44e 61e 67e, Benjamin 89e                                              | Centennial Park Stadium           | 1 823     |
| 16 juin 2000     | 12e | IMFC - TLSC | 1 - 1 (ap) | USL A-League                        | Biello 66e / Arango 22e                                                           | Complexe sportif Claude-Robillard | 1 624     |
| 30 juillet 2000  | 13e | IMFC - TLSC | 3 - 0      | USL A-League                        | Nick De Santis 3e (pen.), Biello 18e, Pizzolitto 55e                              | Complexe sportif Claude-Robillard | 2 238     |
| 6 août 2000      | 14e | IMFC - TLSC | 1 - 0      | USL A-League                        | Gerba 17e                                                                         | Complexe sportif Claude-Robillard | 2 089     |
| 19 mai 2001      | 15e | TLSC - IMFC | 1 - 0      | USL A-League                        | Grzetic 62e                                                                       | Centennial Park Stadium           | 3 284     |
| 15 juin 2001     | 16e | IMFC - TLSC | 1 - 0      | USL A-League                        | Papandreou 88e                                                                    | Complexe sportif Claude-Robillard | 2 867     |
| 16 juin 2001     | 17e | TLSC - IMFC | 1 - 3      | USL A-League                        | Mattachione 74e /Dugas 15e, Thompson 63e, Papandreou 75e                          | Centennial Park Stadium           | 2 265     |
| 5 août 2001      | 18e | IMFC - TLSC | 3 - 0      | USL A-League                        | Papandreou 67e, Borsellino 82e, Bernier 84e                                       | Complexe sportif Claude-Robillard | 914       |
| 26 mai 2002      | 19e | IMFC - TLSC | 2 - 0      | USL A-League                        | Oliviero 55e, Sebrango 87e                                                        | Complexe sportif Claude-Robillard | 5 821     |
| 27 juin 2002     | 20e | TLSC - IMFC | 0 - 0 (ap) | USL A-League                        |                                                                                   | Centennial Park Stadium           | 624       |
| 7 août 2002      | 21e | IMFC - TLSC | 1 - 2 (ap) | USL A-League                        | Gervais 57e / Lucas 73e, Penalillo 109e                                           | Complexe sportif Claude-Robillard | 7 653     |
| 18 août 2002     | 22e | TLSC - IMFC | 1 - 2      | USL A-League                        | Lucas 15e / Sebrango 3e, Zé Roberto 7e                                            | Centennial Park Stadium           | 3 253     |
| 10 mai 2003      | 23e | TLSC - IMFC | 0 - 2      | USL A-League                        | Zé Roberto 30e 52e                                                                | Centennial Park Stadium           | 2 555     |
| 6 juin 2003      | 24e | IMFC - TLSC | 1 - 0      | USL A-League                        | Nash 51e                                                                          | Complexe sportif Claude-Robillard | 6 872     |
| 8 juin 2003      | 25e | TLSC - IMFC | 1 - 0      | USL A-League                        | Gerba 90e                                                                         | Centennial Park Stadium           | 1 638     |
| 16 juillet 2003  | 26e | IMFC - TLSC | 2 - 3 (ap) | USL A-League                        | Sebrango 33e, Matondo 72e / Vignjevic 49e (pen.), Gerba 90e (pen.) 102e           | Complexe sportif Claude-Robillard | 8 237     |
| 28 mai 2004      | 27e | IMFC - TLSC | 4 - 1      | USL A-League                        | Pizzolitto 25e, Bailey 48e, Vincello 69e, Commodore 89e / Sutton 28e (csc)        | Complexe sportif Claude-Robillard | 6 831     |
| 29 mai 2004      | 28e | TLSC - IMFC | 0 - 2      | USL A-League                        | Commodore 14e 43e                                                                 | Centennial Park Stadium           | 1 826     |
| 20 juin 2004     | 29e | IMFC - TLSC | 1 - 1 (ap) | USL A-League                        | Vincello 69e / Baxter 60e                                                         | Complexe sportif Claude-Robillard | 9 289     |
| 15 mai 2005      | 30e | TLSC - IMFC | 0 - 1      | USL D1                              | Wilson 50e                                                                        | Centennial Park Stadium           | 3 553     |
| 3 juin 2005      | 31e | IMFC - TLSC | 0 - 0      | USL D1                              |                                                                                   | Complexe sportif Claude-Robillard | 9 864     |
| 22 juillet 2005  | 32e | TLSC - IMFC | 0 - 1      | USL D1                              | Biello 38e                                                                        | Centennial Park Stadium           | 2 489     |
| 24 juillet 2005  | 33e | IMFC - TLSC | 2 - 1      | USL D1                              | Zé Roberto 52e, Biello 72e / Mattachione 30e                                      | Complexe sportif Claude-Robillard | 12 885    |
| 11 juin 2006     | 34e | TLSC - IMFC | 0 - 1      | USL D1                              | Zé Roberto 81e                                                                    | Centennial Park Stadium           | 1 885     |
| 11 juillet 2006  | 35e | IMFC - TLSC | 2 - 0      | USL D1                              | Salles 62e 75e                                                                    | Complexe sportif Claude-Robillard | 13 367    |
| 23 août 2006     | 36e | TLSC - IMFC | 1 - 1      | USL D1                              | Dodds 48e / Zé Roberto 70e                                                        | Centennial Park Stadium           | 1 184     |
| 8 septembre 2006 | 37e | IMFC - TLSC | 0 - 0      | USL D1                              |                                                                                   | Complexe sportif Claude-Robillard | 12 891    |

### Confrontations Impact-Toronto FC
| Date              | N°     | Rencontre  | Score             | Compétition                             | Buteurs                                                                                          | Lieu                        | Affluence |
| ----------------- | ------ | ---------- | ----------------- | --------------------------------------- | ------------------------------------------------------------------------------------------------ | --------------------------- | --------- |
| 27 mai 2008       | 1er    | IMFC - TFC | 0 - 1             | Championnat canadien                    | Vélez 72e                                                                                        | Stade Saputo                | 12 083    |
| 22 juillet 2008   | 2e     | TFC - IMFC | 1 - 1             | Championnat canadien                    | Ricketts 15e / Brown 26e                                                                         | BMO Field                   | 20 107    |
| 13 mai 2009       | 3e     | TFC - IMFC | 1 - 0             | Championnat canadien                    | Barrett 35e                                                                                      | BMO Field                   | 19 872    |
| 18 juin 2009      | 4e     | IMFC - TFC | 1 - 6             | Championnat canadien                    | Donatelli 18e (pen.) / De Rosario 29e 39e 39e, Guevara 69e 90e, Barrett 83e                      | Stade Saputo                | 11 561    |
| 28 avril 2010     | 5e     | TFC - IMFC | 2 - 0             | Championnat canadien                    | Harden 12e, Barrett 61e                                                                          | BMO Field                   | 21 346    |
| 12 mai 2010       | 6e     | IMFC - TFC | 0 - 1             | Championnat canadien                    | De Rosario 73e                                                                                   | Stade Saputo                | 10 737    |
| 7 avril 2012      | 7e     | IMFC - TFC | 2 - 1             | MLS                                     | Ubiparipović 18e, Wenger 82e / Koevermans 88e                                                    | Stade olympique de Montréal | 23 120    |
| 2 mai 2012        | 8e     | IMFC - TFC | 0 - 0             | Championnat canadien Demi-finale aller  |                                                                                                  | Stade olympique de Montréal | 13 405    |
| 9 mai 2012        | 9e     | TFC - IMFC | 2 - 0             | Championnat canadien Demi-finale retour | Lambe 2e Johnson 38e                                                                             | BMO Field                   | 15 016    |
| 27 juin 2012      | 10e    | IMFC - TFC | 0 - 3             | MLS                                     | Frings 52e, Johnson 72e, Koevermans 78e                                                          | Stade Saputo                | 14 412    |
| 20 octobre 2012   | 11e    | TFC - IMFC | 0 - 0             | MLS                                     |                                                                                                  | BMO Field                   | 16 151    |
| 16 mars 2013      | 12e    | IMFC - TFC | 2 - 1             | MLS                                     | Bernier 34e (pen.), Di Vaio 45+1e / Earnshaw 68e (pen.)                                          | Stade olympique de Montréal | 37 896    |
| 24 avril 2013     | 13e    | TFC - IMFC | 2 - 0             | Championnat canadien Demi-finale aller  | Henry 49e Wiedeman 82e                                                                           | BMO Field                   | 11 043    |
| 1er mai 2013      | 14e    | IMFC - TFC | 6 - 0             | Championnat canadien Demi-finale retour | Mapp 24e, Paponi 33e, Di Vaio 44e 90e, Romero 61e, Wenger 90+4e                                  | Stade Saputo                | 14 931    |
| 3 juillet 2013    | 15e    | TFC - IMFC | 3 - 3             | MLS                                     | Brockie 6e, Caldwell 21e, O'Dea 24e / Romero 1re, Camara 69e, Di Vaio 70e                        | BMO Field                   | 21 700    |
| 26 octobre 2013   | 16e    | TFC - IMFC | 1 - 0             | MLS                                     | Earnshaw 16e                                                                                     | BMO Field                   | 13 211    |
| 28 mai 2014       | 17e    | TFC - IMFC | 1 - 1             | Championnat canadien Finale aller       | Henry 20e / Mapp 73e                                                                             | BMO Field                   | 18 269    |
| 4 juin 2014       | 18e    | IMFC - TFC | 1 - 0             | Championnat canadien Finale retour      | Felipe 90+1e                                                                                     | Stade Saputo                | 13 423    |
| 2 août 2014       | 19e    | IMFC - TFC | 0 - 2             | MLS                                     | Gilberto 11e, Moore 54e                                                                          | Stade Saputo                | 16 665    |
| 18 octobre 2014   | 20e    | TFC - IMFC | 1 - 1             | MLS                                     | Creavalle 20e / Felipe 39e                                                                       | BMO Field                   | 18 329    |
| 6 mai 2015        | 21e    | IMFC - TFC | 1 - 0             | Championnat canadien Demi-finale aller  | McInerney 68e                                                                                    | Stade Saputo                | 12 518    |
| 13 mai 2015       | 22e    | TFC - IMFC | 3 - 2             | Championnat canadien Demi-finale retour | Altidore 22e, Cheyrou 56e, Giovinco 58e / Cooper 25e, Oduro 82e                                  | BMO Field                   | 21 069    |
| 24 juin 2015      | 23e    | TFC - IMFC | 3 - 1             | MLS                                     | Bradley 27e, Altidore 56e, Giovinco 82e (pen.) / Oyongo 19e                                      | BMO Field                   | 24 895    |
| 29 août 2015      | 24e    | TFC - IMFC | 2 - 1             | MLS                                     | Bradley 35e, Altidore 55e / Oduro 74e                                                            | BMO Field                   | 30 266    |
| 25 octobre 2015   | 25e    | IMFC - TFC | 2 - 1             | MLS                                     | Drogba 54e 55e / Altidore 45e                                                                    | Stade Saputo                | 20 801    |
| 28 octobre 2015   | 26e    | IMFC - TFC | 3 - 0             | 1er tour des playoff MLS                | Bernier 18e, Piatti 33e, Drogba 39e                                                              | Stade Saputo                | 18 069    |
| 24 février 2016   | amical | TFC - IMFC | 1 - 1             | Rowdies Suncoast Invitational           | Hamilton 79e / Oduro 20e                                                                         | Al Lang Field               |           |
| 23 avril 2016     | 27e    | IMFC - TFC | 0 - 2             | MLS                                     | Giovinco 40e (pen.) 81e                                                                          | Stade Saputo                | 20 801    |
| 1er juin 2016     | 28e    | TFC - IMFC | 4 - 2             | Championnat canadien Demi-finale aller  | Osorio 13e 34e, Hamilton 60e 80e / Salazar 86e, Drogba 90+1e                                     | BMO Field                   | 22 143    |
| 8 juin 2016       | 29e    | IMFC - TFC | 0 - 0             | Championnat canadien Demi-finale retour |                                                                                                  | Stade Saputo                | 18 964    |
| 27 août 2016      | 30e    | TFC - IMFC | 0 - 1             | MLS                                     | Piatti 73e                                                                                       | BMO Field                   | 28 454    |
| 16 octobre 2016   | 31e    | IMFC - TFC | 2 - 2             | MLS                                     | Piatti 19e 55e / Altidore 51e, Ricketts 86e                                                      | Stade Saputo                | 20 801    |
| 22 novembre 2016  | 32e    | IMFC - TFC | 3 - 2             | Séries MLS Finale de conférence aller   | Oduro 10e, Mancosu 12e, Oyongo 53e / Altidore 58e, Bradley 73e                                   | Stade olympique             | 61 004    |
| 30 novembre 2016  | 33e    | TFC - IMFC | 5 - 2 (a.p.)      | Séries MLS Finale de conférence retour  | Cooper 37e, Altidore 45e, Hagglund 68e, Cheyrou 98e, Ricketts 100e / Oduro 24e, Piatti 53e       | BMO Field                   | 36 000    |
| 21 juin 2017      | 34e    | IMFC - TFC | 1 - 1             | Championnat canadien Finale aller       | Mancosu 19e / Altidore 30e                                                                       | Stade Saputo                | 14 329    |
| 27 juin 2017      | 35e    | TFC - IMFC | 2 - 1             | Championnat canadien Finale retour      | Giovinco 52e, 90+5e / Tabla 36e                                                                  | BMO Field                   | 26 539    |
| 27 août 2017      | 36e    | IMFC - TFC | 1 - 3             | MLS                                     | Piatti 90+2e / Giovinco 41e, Altidore 52e, Giovinco 90+3e                                        | Stade Saputo                | 20 801    |
| 20 septembre 2017 | 37e    | TFC - IMFC | 3 - 5             | MLS                                     | Boldor 42e (csc), Ricketts 77e 79e / Piatti 10e, Donadel 12e, Piatti 24e, Jackson-Hamel 47e, 51e | BMO Field                   | 28 898    |
| 15 octobre 2017   | 38e    | TFC - IMFC | 1 - 0             | MLS                                     | Altidore 16e                                                                                     | BMO Field                   | 27 866    |
| 17 mars 2018      | 39e    | IMFC - TFC | 1 - 0             | MLS                                     | Vargas 41e                                                                                       | Stade olympique             | 26 005    |
| 25 août 2018      | 40e    | TFC - IMFC | 3 - 1             | MLS                                     | Giovinco 7e 22e, Osorio 29e / Silva 30e                                                          | BMO Field                   | 27 294    |
| 21 octobre 2018   | 41e    | IMFC - TFC | 2 - 0             | MLS                                     | Piatti 74e 89e                                                                                   | Stade Saputo                | 19 684    |
| 13 juillet 2019   | 42e    | IMFC - TFC | 0 - 2             | MLS                                     | Pozuelo 61e, Altidore 90+5e                                                                      | Stade Saputo                | 19 619    |
| 24 août 2019      | 43e    | TFC - IMFC | 2 - 1             | MLS                                     | Delgado 63e, Morrow 81e / Bojan 49e                                                              | BMO Field                   | 28 989    |
| 18 septembre 2019 | 44e    | IMFC - TFC | 1 - 0             | Championnat canadien Finale aller       | Piatti 17e                                                                                       | Stade Saputo                | 10 807    |
| 25 septembre 2019 | 45e    | TFC - IMFC | 1 - 0 (tàb 1 - 3) | Championnat canadien Finale retour      | Endoh 70e                                                                                        | BMO Field                   | 21 365    |